# Bergwerk Dannemora

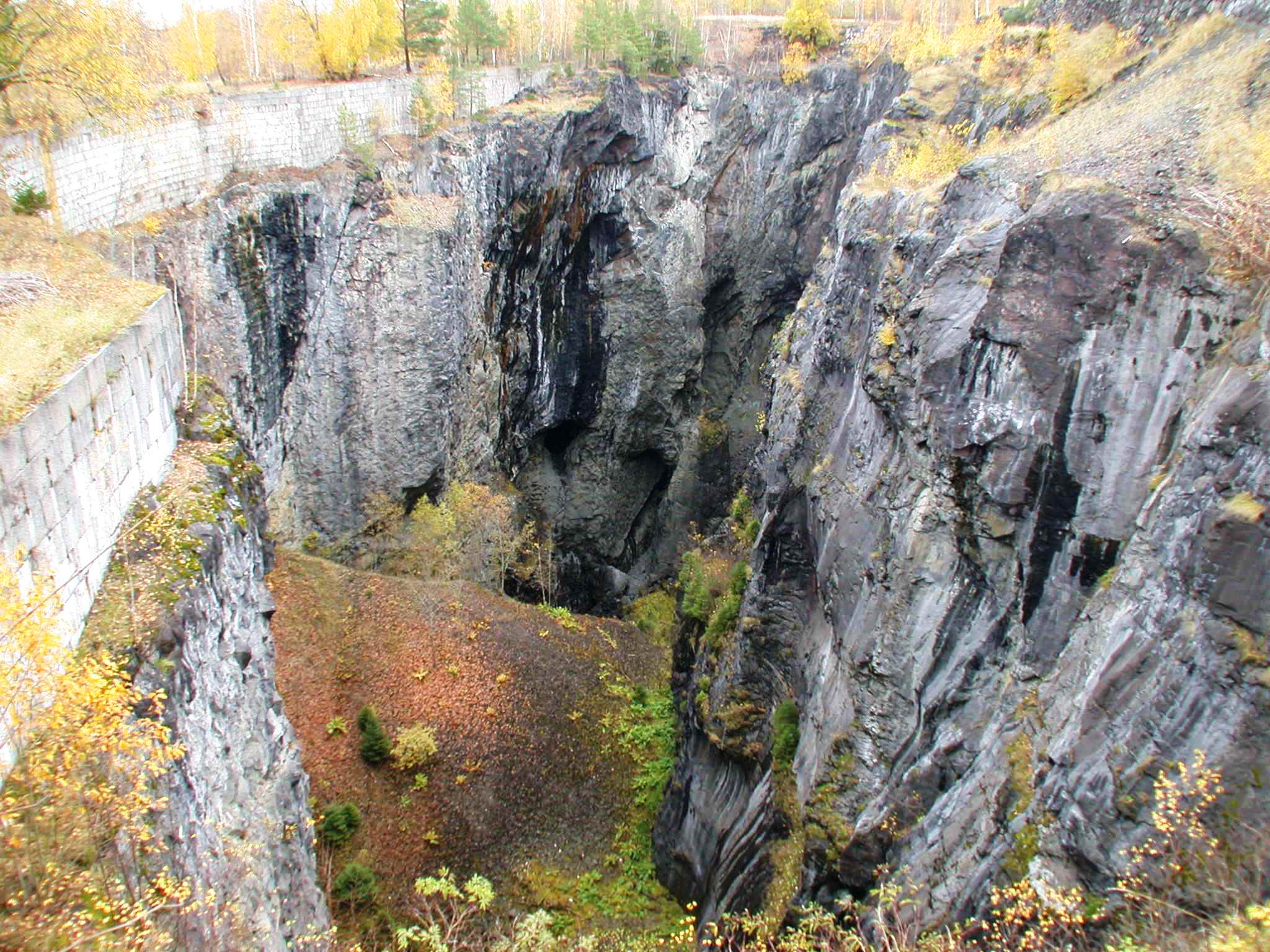
Tagebau Storrymningen in Dannemora.

Das Bergwerk Dannemora (früher Dannemore, schwedisch Dannemora Gruvor) ist ein Eisenerzbergwerk in Dannemora, in der Gemeinde Östhammar und der schwedischen Provinz Uppsala län. Bis zum Beginn des 20. Jahrhunderts war es das wichtigste Eisenerzbergwerk Schwedens.

## Geographie und Geologie
Das Bergwerk liegt etwa 50 km nordöstlich der Provinzhauptstadt Uppsala und 110 km nördlich von Stockholm.
Die Dannemora-Lagerstätte besteht aus metamorph überprägten, etwa 1,9 Milliarden Jahre alten Sedimentgesteinen. Hauptbestandteile sind Kalke, Eisenerze und Vulkanite. Der Lagerstättenkörper wurde stark tektonisch beansprucht und fällt steil, mit etwa 70° bis 55° nach NW ein. Er streicht etwa 30° NE, die Ausdehnung in Streichrichtung beträgt etwa drei Kilometer. Die Mächtigkeit beträgt zwischen wenigen Metern und bis zu 100 Meter. Der Lagerstättenkörper besteht aus vielen einzelnen Erzlinsen.
Das Eisenerz von Dannemora hat einen hohen Eisenanteil von 40–50 % Fe und einen geringen Phosphorgehalt bei gleichzeitig hohem Kalk- und Mangananteil. Es handelt sich um Magneteisenstein (Fe3O4).

## Geschichte

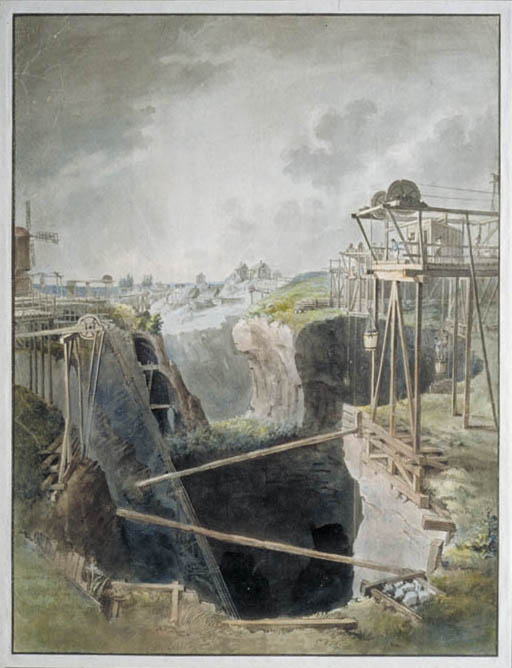
Tagebau Storrymningen. Aquarell von Elias Martin, 1780–1800.

In der ersten urkundlichen Erwähnung von 1481 wird die Lagerstätte als Silber-, Blei- und Kupferlagerstätte beschrieben. Für kurze Zeit wurde Silber abgebaut. Größere Bedeutung erlangten jedoch die Eisenerzvorräte. Das Erz konnte meist ohne weitere Zusätze auf Holzkohle zu hochwertigem Eisen und später Stahl verhüttet und zu Barren gegossen werden.
Der Deutsche Joachim Piper hatte nach der Kontraktverlängerung seiner Schürfrechte in Dannemora 1532 das Bergwerk modernisiert. 1545 wurde eine deutsch-schwedische Gewerkschaft gegründet, der 12 bis 13 Gewerken angehörten. Es gab 86 Anteile, von denen König Gustav Wasa 8 für sich beanspruchte.
Die deutschen Gewerken wollten Roheisen nach Deutschland exportieren, jedoch konnte sich der König mit seinem Ansinnen, möglichst Schmiedeeisen zu exportieren, durchsetzen. Bereits nach einigen Jahren meldete die Gewerkschaft Konkurs an und der schwedische König übernahm alle Anteile. Die Schmiedeeisenherstellung wurde noch einige Jahrzehnte weiterbetrieben.
Die Eisenbarren aus Dannemora waren zu Zeiten der Industrialisierung die Grundlage der Stahlindustrie in der historischen Provinz Uppland. Der Großteil der Barren wurde nach England exportiert.
Durch die in Grubennähe gelegenen Seen bestand die Gefahr eines Wassereinbruchs seit Betrieb des Bergwerks. In einen der Seen verkippter Abraum beschädigte dessen Grundabdichtung, wodurch Wasser in die Binge gelangte. Zur Abdichtung wurde Anfang des 17. Jahrhunderts eine mit Puzzolanzement verfugte Granitmauer errichtet. Zu diesem Zeitpunkt wurden die Bergwerke durch Wind- und Wasserkraft entwässert.
Mårten Triewald konnte 1728 die Gewerken davon überzeugen, die Wasserhaltung mit einer Newcomenschen Dampfmaschine zu versuchen. Zwar konnte er die Funktion nachweisen, jedoch gab es keine Maschinisten, die die Dampfmaschine dauerhaft betreiben konnten.
Die Frühjahrshochwasser von 1795 führten zu einem Dammbruch, wodurch das Bergwerk ersoff. Erst mit einer neuen Wattschen Dampfmaschine von 10 PS Leistung konnte die Grube 1815 wieder vollständig gesümpft werden. Dies war die erste Dampfmaschine Wattscher Bauart auf schwedischem Boden.
Die Lagerstätte wurde zunächst von etwa 80 Einzelbergwerken bebaut, von denen jedoch infolge von Betriebsschließungen und Konsolidationen 1879 nur noch 14, um 1900 nur noch 10 und 1918 nur noch 6 in Betrieb waren. Durch einen längeren Streik wurde die Förderung 1927 eingestellt und aufgrund der wirtschaftlichen Depression in den folgenden Jahren nicht wieder angefahren. Erst 1935 wurde der Abbau wieder in vollem Umfang aufgenommen.
1937 wurde die Dannemora Gruvor GmbH von Fagersta AB, Stora Kopparberg AB, Iggesunds Bruk AB und Hargs Bruk AB gegründet. Nach und nach zogen sich Gesellschafter zurück, so dass 1974 Stora Kopparberg AB der einzige Gesellschafter war.
1978 wurde die Svenskt Stål AB (SSAB) gegründet, deren Anteilseigner der schwedische Staat, die Stora Kopparberg AB und die Gränges AB waren. Dannemora Gruvor gehörte gemeinsam mit den Bergwerken Grängesberg und Stråssa zur Bergbausparte des Konzerns.
Im Februar 1987 kündigte SSAB die Schließung von Dannemora Gruvor wegen Nachfragerückgang und niedriger Eisenpreise an. Der Erzabbau wurde schließlich 1992 eingestellt.

## Wiederaufnahme der Förderung
Ein erneuter Erzabbau wurde testweise Anfang 2009 durch die Dannemora Mineral AB, welche im März 2005 gegründet wurde, gestartet. Am 13. Juni 2012 wurde das Bergwerk Dannemora von Carl XVI. Gustaf eröffnet, wobei ein Fünfjahresvertrag über 300.000 Tonnen Eisenerz mit der Salzgitter AG abgeschlossen wurde. Die Erzbahn zum Hafen Hargshamn wurde modernisiert.
Die bekannten Erzreserven betrugen 2012 34 Millionen Tonnen.
| Jahr                | um 1550 | 1650   | Beginn des 18. Jahrhunderts | 1800–1870         | 1879   | 1890   | 1891–95 | 1900   | 1927–1934 | 1935 | 1955    | 1970       | 2012    | 2013      |
| Jahresförderung (t) | 15      | 10.000 | 18.000                      | 15.000 bis 20.000 | 48.000 | 60.000 | 55.440  | 50.000 | –         | ?    | 600.000 | <1.000.000 | 939.000 | 2.662.000 |

Aufbereitung

Das geförderte Magnetiterz wird über Tage gebrochen und mit Magnetabscheidern trocken separiert.

## Konkurs und erneute Schließung
Im März 2015 ging die Dannemora Mineral AB in Konkurs, nachdem Restrukturierungsversuche gescheitert waren. Nachdem auch der letzte potenzielle Interessent abgesprungen war, kündigte der Konkursverwalter am 16. Juni 2015 die Schließung und Abwicklung des Bergwerkes an.